# Editores de Tebeos
Editores de Tebeos S.L. (EDT) fou una editorial catalana ubicada a Barcelona i dirigida per Joan Navarro. Creada el 1990 com a filial de l'editorial francesa Glénat Editions, va ser adquirida el 2011 pel mateix Joan Navarro i Félix Sabaté, que l'any següent la van rebatejar com a EDT.
L'any 2014 l'editorial va tancar les portes.

## Trajectòria

### Començaments: 1990-1998
Ediciones Glénat España SL. es va crear el 1990 com a filial de l'editorial francesa Glénat Editions, ubicada a Grenoble. Malgrat això, no va començar la seva publicació fins al 1993, publicant entre d'altres els primers volums de Sambre, Eva Medusa, Torpedo 1936 i Marco Antonio.

### Boom del manga: 1999-2011
El 1996 Glénat va començar a publicar manga a tot Espanya, i ocupà un lloc destacat tant en el manga en castellà com en català. El 2001, el catàleg de manga es va ampliar considerablement amb la publicació de títols molt emblemàtics que van tenir un gran èxit entre els lectors, així com en la diferència de col·leccions a la japonesa dels shonen, shojo, seinen i clàssics.
El 2005 l'editorial va començar a publicar Inuyasha en català i arran de l'èxit el van seguir mangues com Naruto o Bleach.
A data del gener del 2011, el director de Glénat España, Joan Navarro, afirmava que Glénat havia esdevingut l'editorial que més títols (240) i exemplars (320.000) de còmics en català havia venut mai en la història.

### EDT: 2011-2014
L'octubre de 2011, Editions Glénat va cedir el 100 % del capital a Joan Navarro i Félix Sabaté. L'any següent la van rebatejar com a Editores de Tebeos (EDT), cosa que pretenia reivindicar la paraula TBO i homenatjar a la clàssica revista d'humor DDT.
A finals de 2012, EDT va patir un dur revés en perdre les llicències de Shueisha (Naruto, Bleach, etc.) Davant la garrotada de la ruptura de l'acord amb Shueisha, EDT va apostar per una nova línia editorial més adulta basada en autors com Shintaro Kago, Hiroshi Hirata o Usamu Furuya; També es va apostar per obres potents d'altres editorials japoneses com ara Ranma½ o Berserk.

A causa de la ruptura amb Shueisha, tot el seu material s'havia de destruir i es va negociar el traspàs de diversos mangues, cas a cas. El novembre del 2012 tot l'estoc de Naruto i Saint Seiya va ser transferit a Planeta.

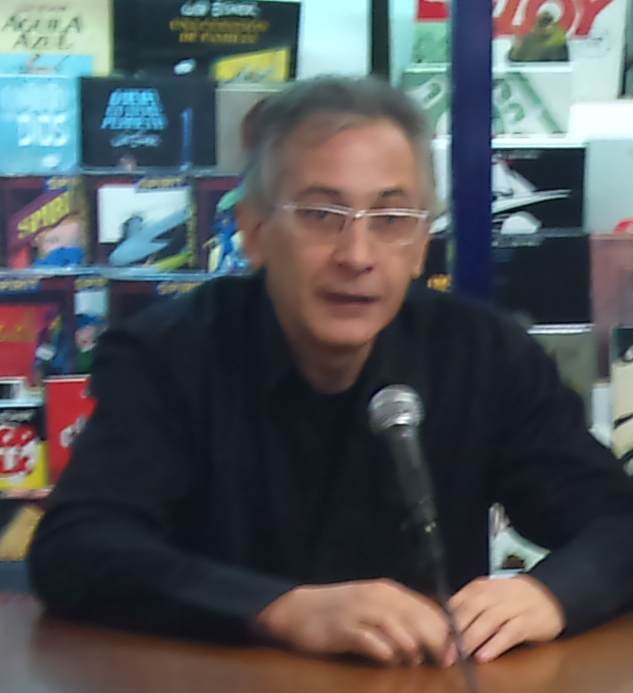
Joan Navarro i Badia, editor.

Malgrat els intents de crear noves línies editorials i apostar per altres mangues, el febrer del 2014 el lloc web d'Editores de Tebeos va deixar de funcionar i el març del 2014, al Saló del Còmic de Granada, Joan Navarro va anunciar que deixaria de publicar manga japonès i es dedicaria al còmic espanyol.
El juliol del 2014 mitjançant la xarxa social Facebook, Joan Navarro va anunciar que l'editorial ja no tenia solució.

## Catàleg en Català

### Manga
- Cinturó Negre (Naoki Urasawa)
- Fushigi Yûgi: el joc misteriós (Yuu Watase)
- Guia del Joc de Cartes. Sakura, la caçadora de cartes (Clamp)
- Ikkyu (Hisashi Sakaguchi)
- Inu-Yasha (Rumiko Takahashi)
- Love Hina (Ken Akamatsu)
- Musculman (Yudetamago)
- Sakura, la caçadora de cartes (Clamp)
- Bleach (Tite Kubo)
- Kimagure Orange Road (Izumi Matsumoto)
- Naruto (Masashi Kishimoto)

### Kodomo
- Et puc veure sempre que vulgui (Mariko Kikuta)
- Goro Goro Meeeu (Shinta Chō)
- La Gateta Blanca (Sachiko Mori, Maya Maxx)

### Premi Coll
- Abulio (Joan Cornellà)
- Barcelona Low Cost (Aníbal Mendoza, Martín Tognola)
- El retorn de l'home peix (Isaac Sánchez)
- L'entremaliat (Victor Giménez)
- L'invasor microscòpic (Daniel Serrano, Josep Casanovas)
- Les aventures imaginàries del jove Verne (Jorge García, Pedro Rodríguez)

### Carnet Jove
- El senyor Romaní (Miguel Bustos i Carme Pons)
- Fills dels 80: La Generació Bombolla (Aleix Saló)
- Sèrie B (Deamo Bros)
- Sóc de Poble (Raquel Córcoles, Marta Rabadán)
- Sostres (Cristina Bueno)
- Zombiosis (Guillem Bayarri, A. L. Llassans)

### Torpedo
- Torpedo (Abulí, Bernet)

### Lavínia
- Barcelona a trenc d'alba (Juan Antonio De Blas, Alfonso Font)
- Desperta (Javier Rodríguez)
- La Llegenda del Bandoler Serrallonga (Niki Navarro, Quim Bou)
- Terra Baixa (Hernán Migoya, Quim Bou)
- Rambla amunt, Rambla avall (Carlos Giménez)

### Jan
- Nosaltres, els catalans (Jan, Efepé)

### Traços
- L'art de volar (Antonio Altarriba, Kim)
- Ramon Llull: La controvèrsia jueva (Eduard Torrents)
- Traç de guix (Miguelanxo Prado)

### Vinyetes
- El còmic en català (Jordi Riera Pujal)

### Compactes
- L'Incal (Alejandro Jodorowsky, Moebius)
- La Nissaga dels Metabarons (Alejandro Jodorowsky, Juan Giménez)

### Ralf König
- L'home desitjat (Ralf König)

### Els Viatges d'Alix
- Egipte (Jacques Martin, Rafael Morales)
- Els jocs olímpics a l'antiguitat (Jacques Martin)
- Pompeia (Jacques Martin)